# جوليان هودسون
جوليان هودسون (بالإنجليزية: Julian Hodgson)‏ هو لاعب شطرنج بريطاني، ولد في 25 يوليو 1963 في سانت أساف ‏ في المملكة المتحدة.

## وصلات خارجية
- جوليان هودسون على موقع الاتحاد الدولي للشطرنج (الإنجليزية)
- جوليان هودسون على موقع مباريات الشطرنج (الإنجليزية)
- جوليان هودسون على موقع 365Chess.com (الإنجليزية)
- جوليان هودسون على موقع Chesstempo.com (الإنجليزية)
- جوليان هودسون على موقع الاتحاد الأمريكي للشطرنج (الإنجليزية)
- جوليان هودسون سجل أولمبياد الشطرنج على موقع OlimpBase.org (الإنجليزية)